# Julio Dalmao
Julio César Dalmao Iglesias (* 5. Mai 1940 in Montevideo) ist ein uruguayischer ehemaliger Fußballspieler.

## Karriere

### Verein
Dalmao begann seine Karriere beim Club Atlético Cerro in der uruguayischen Primera División. Dort war er am größten Erfolg der Vereinsgeschichte beteiligt, als er mit der Albiceleste 1960 uruguayischer Vizemeister wurde. In jener Saison kam er auf 18 Ligaeinsätze. Anschließend ging er 1961 nach Argentinien und schloss sich Vélez Sarsfield an. Bei dem Verein aus Buenos Aires stand er bis 1966 im Kader. In diesem Zeitraum absolvierte er 86 Spiele für die Argentinier. Einen Treffer erzielte er dabei nicht.
Dalmao, der zu einer Zeit aktiv war, als gelbe und rote Karten noch nicht eingeführt waren und die Spieler lediglich durch Gesten der Schiedsrichter verwarnt wurden, wird als kantiger, mitunter überharter Innenverteidiger mit beeindruckender physischer Präsenz beschrieben. Nach einem Foulspiel Dalmaos am seinerzeit in Atlanta spielenden Flügelspieler José Luis Luna kam es bei jenem sogar beinahe zur Amputation des rechten Beins. Infolgedessen kam es zu einem Gerichtsprozess. Eine Verurteilung erfolgte jedoch nicht, da Dalmao daraufhin das Land verließ. Anschließend setzte er seine Karriere in New York bei den Skyliners fort. Später war er noch für Huracán Buceo tätig, an dessen steilem, in einem dritten Tabellenplatz mündenden sportlichen Aufstieg er 1970 beteiligt war. Rentistas und Nacional waren ebenfalls seine Arbeitgeber.

### Nationalmannschaft
Dalmao nahm mit der Juniorennationalelf an der Junioren-Südamerikameisterschaft 1958 teil und holte mit diesem Team den Titel. Im Verlaufe des Turniers wurde er von Trainer Juan Aguilar allerdings nicht eingesetzt. Er war auch Mitglied der uruguayischen Fußballnationalmannschaft. Dalmao absolvierte vom 2. Mai 1959 bis zum 26. Oktober 1968 elf Länderspiele. Ein Torerfolg gelang ihm nicht. Mit der Celeste gewann er bei der zweiten Südamerikameisterschaft des Jahres 1959 den Titel.

### Erfolge
- Junioren-Südamerikameister 1958
- Südamerikameister 1959
- Uruguayischer Vize-Meister 1960

## Nach der Karriere
Nach der Karriere geriet der Uruguayer in finanzielle Schwierigkeiten. Im April 2011 wurde eine parlamentarische Initiative gestartet, Dalmao eine staatliche Ehrenpension ("Pensión Graciable") zuzusprechen.